# Diospyros comorensis
Diospyros comorensis är en tvåhjärtbladig växtart som beskrevs av William Philip Hiern. Den ingår i släktet Diospyros och familjen Ebenaceae.
Arten är en buske eller ett träd som förekommer på Komorerna inklusive Mayotte, samt på nordvästra Madagaskar.